# Tramwaje na Słowacji
Tramwaje na Słowacji – systemy komunikacji tramwajowej działające na Słowacji.
Według stanu z kwietnia 2020 roku na Słowacji istnieją 2 systemy tramwajowe.

## Charakterystyka
Najstarsza i najmniejsza sieć tramwajowa znajduje się w Koszycach, natomiast najmłodsza i największa w Bratysławie.

## Systemy
| Miasto lub obszar | Operator                     | Rozstaw | Długość sieci | Data     | Data           | Data        | Artykuł                |
| Miasto lub obszar | Operator                     | Rozstaw | Długość sieci | otwarcia | elektryfikacji | likwidacji  | Artykuł                |
| ----------------- | ---------------------------- | ------- | ------------- | -------- | -------------- | ----------- | ---------------------- |
| Bratysława        | Dopravný podnik Bratislava   | 1000 mm | 42 km         | 1895     | 1895           | funkcjonuje | Tramwaje w Bratysławie |
| Koszyce           | Dopravný podnik mesta Košice | 1435 mm | 32 km         | 1891     | 1913           | funkcjonuje | Tramwaje w Koszycach   |